# Emma Hölterhoff
Emma Hölterhoff, geborene Maass (* 28. Mai 1904 in Homberg am Niederrhein; † 8. Dezember 1944 in der Strafanstalt Plötzensee, Berlin) war eine deutsche Hausfrau und ein Opfer der NS-Kriegsjustiz.

## Leben
Hölterhoff war die Ehefrau eines Kranführers. Aus ihrer Ehe waren vier Kinder hervorgegangen. Nach der Beschädigung und Unbewohnbarwerdung ihres Hauses durch einen alliierten Fliegerangriff auf ihren Wohnort Homberg wurde Hölterhoff 1943 (?) in die Gegend von Memmingen evakuiert, wo sie bei einer Familie namens Goll untergebracht wurde.
„Im Januar des vierten Kriegsjahres“ (1942 oder 1943?) saß Hölterhoff zusammen mit der Frau Goll und ihrem Sohn, der gerade vom Reichsarbeitsdienst entlassen war, sowie zwei dem Sohn befreundeten jungen Männern – darunter ein gewisser Arnold Häring – in der Wohnküche beim Mensch ärgere Dich nicht-Spiel zusammen. Als das Gespräch auf den Krieg kam äußerte sie, dass die jungen Männer dumm seien, für den Nationalsozialismus zu kämpfen: Wenn sie, Hölterhoff, an die Front geschickt würde, würde sie ihr Gewehr wegwerfen und sich totstellen. Außerdem soll sie Adolf Hitler schwer beschimpft haben.
Nach einer Denunziation wurde Hölterhoff in Untersuchungshaft genommen. Sie wurde schließlich wegen des Vorwurfes, sich durch ihre Äußerung gegenüber den jungen Männern der Wehrkraftzersetzung schuldig gemacht zu haben, vor den „Volksgerichtshof“ angeklagt und von diesem am 8. November 1944 vom Volksgerichtshof unter dem Vorsitz von Roland Freisler – Beisitzer waren unter anderem der SA-Gruppenführer Felix Aumüller und der Landespolizeimajor Hans Meißner – für schuldig befunden und zum Tode durch Enthaupten verurteilt und zu einer „für immer ehrlose[n] Magd unserer Feinde“ erklärt. Sie wurde in der Strafanstalt Plötzensee mit dem Fallbeil hingerichtet.
Hintergrund des Todesurteils gegen Hölterhoff war, wie sich aus der Urteilsbegründung Freislers ergibt, das Bestreben der NS-Kriegsjustiz, die Kriegsbereitschaft der Bevölkerung durch die Verhängung einer möglichst großen Zahl von Urteilen dieser Art durch Terror und Einschüchterung aufrechtzuerhalten beziehungsweise Wünsche nach einem Friedensschluss zu unterdrücken. Konkret sollte so die Erfahrung des Ersten Weltkriegs, in dem nach der Auffassung der Nationalsozialisten eine derartige Entwicklung der inneren Erlahmung der Kriegs- und Durchhaltebereitschaft der zivilen Bevölkerung in der Heimat – bei gleichzeitiger angeblicher Fähigkeit des Frontheeres, den Krieg militärisch noch zu einem siegreichen Abschluss zu bringen – in den Jahren 1917 und 1918 zum schleichenden Sinken der Kriegsmoral und schließlich zum inneren Zusammenbruch des Deutschen Reiches und damit zur Niederlage Deutschland in dem für es eigentlich noch gewinnbaren Krieg geführt hatte, indem die Heimatbevölkerung den kämpfenden Armeen mit ihren Defätismus in den Rücken gefallen war. Wie es in der Urteilsbegründung heißt:

„Wer aber derart zersetzend Agent unserer Kriegsfeinde wird, den müssen wir aus unserer Mitte entfernen. Denn sein Verhalten ist eine ungeheure Gefahr für unser kämpfendes Volk und damit für unseren Sieg, also für unser Leben und unsere Freiheit. In solchem Falle gilt es, nachdem die Tat einwandfrei feststeht, bei der Bemessung der erforderlichen Strafe ganz auf das Schutzbedürfnis Deutschlands zu sehen. Und dieses fordert, um eine Entwicklung wie im Ersten Weltkrieg nicht wieder aufkommen zu lassen, die Todesstrafe.“

Heute erinnert ein Stolperstein vor dem Haus Eisenbahnstraße 52 in Duisburg-Homberg an Hölterhoff.